# Sweet Home Alabama (film)
 For alternative betydninger, se Sweet Home Alabama. (Se også artikler, som begynder med Sweet Home Alabama)
Sweet Home Alabama er en film fra 2002 som handler om Melanie Carmichael (Reese Witherspoon), en modedesigner i New York som bliver forlovet med byens mest eftertragtede ungkarl. Han ved dog ikke at hun stadig er gift med, og separeret fra, sin barndomskæreste. Hun tager efterfølgende tilbage til sin hjemby i Greenville, Alabama for at få sig en skilsmisse fra sin mand, Jake (Josh Lucas). Han nægter at underskrive skilsmissepapirerne, da han håber at han en dag vil kunne vinde hende tilbage. I filmen medvirker også Patrick Dempsey, Candice Bergen, Melanie Lynskey, Jean Smart og Fred Ward. Dakota Fanning har en kort gæsteoptræden i begyndelsen af filmen som en ung Melanie.
Filmen blev udgivet 27. september 2002 og er instrueret af Andy Tennant.

## Medvirkende
- Reese Witherspoon (Melanie Smooter)
- Josh Lucas (Jake Perry)
- Patrick Dempsey (Andrew Hennings)
- Candice Bergen (Mayor Kate Hennings)
- Mary Kay Place (Pearl Smooter)
- Fred Ward (Earl Smooter)
- Jean Smart (Stella Kay)
- Ethan Embry (Bobby Ray)
- Melanie Lynskey (Lurlynn)
- Courtney Gains (Sheriff Wade)
- Mary Lynn Rajskub (Dorothea)
- Rhona Mitra (Tabatha)
- Nathan Lee Graham (Frederick)
- Sean Bridgers (Eldon)
- Fleet Cooper (Clinton)
- Thomas Curtis (Ung Jake)
- Dakota Fanning (Ung Melanie)

## Eksterne links
- Sweet Home Alabama på Internet Movie Database (engelsk)
- Sweet Home Alabama på Filmdatabasen
- Sweet Home Alabama på Scope
- Sweet Home Alabama i Svensk Filmdatabas (svensk)
- Sweet Home Alabama på AlloCiné (fransk)
- Sweet Home Alabama på MovieMeter (nederlandsk)
- Sweet Home Alabama på AllMovie (engelsk)
- Sweet Home Alabama hos American Film Institute (engelsk)
- Sweet Home Alabama på Turner Classic Movies (engelsk)
- Sweet Home Alabama på The Movie Database (engelsk)

1. ↑  Navnet er anført på engelsk og stammer fra Wikidata hvor navnet endnu ikke findes på dansk.